# فردریک ترمن
فردریک ترمن (انگلیسی: Frederick Terman؛ ۷ ژوئن ۱۹۰۰ – ۱۹ دسامبر ۱۹۸۲) یک دانشمند در زمینه مهندسی برق اهل ایالات متحده آمریکا بود.
وی همچنین برنده جوایزی همچون نشان ملی علوم شده است.